# غانثر هايدمان
غانثر هايدمان (بالألمانية: Günther Heidemann)‏ (21 أكتوبر 1932 – 15 مارس 2010) هو ملاكم ألماني راحل، مثّل بلاده في الألعاب الأولمبية الصيفية 1952.

## روابط خارجية
غانثر هايدمان على موقع أوليمبيديا (الإنجليزية)